# Alleo
Az Alleo 2007 és 2018 között működő vasúttársaság volt, amely Franciaország és Németország között nagysebességű vasúti személyszállítási szolgáltatásokat nyújtott. A társaság az SNCF és a Deutsche Bahn (DB) közös leányvállalata volt, székhelye Saarbrückenben, később Strasbourgban volt.

## Története
A Rhealys a Deutsche Bahn (DB), a francia (SNCF), a luxemburgi (CFL) és a svájci (SBB) vasúttársaságok konzorciuma, amely nagysebességű vasútvonalakat épít Párizs, Luxemburg, Svájc és Németország délnyugati része között. A székhelye Luxemburgban található. Bár a Rhealys készítette elő a kapcsolatokat, a nemzetközi vasúti összeköttetéseket Franciaország és Németország között 2007 közepe óta az újonnan alapított német-francia Alleo társaság üzemeltette.
2005. május 23-án a DB és az SNCF akkori vezérigazgatói, Hartmut Mehdorn és Louis Gallois szándéknyilatkozatot írtak alá, hogy 2007-től közös nagysebességű szolgáltatásokat kínálnak Dél-Németország és Párizs között.
A közös vállalkozási megállapodást Mehdorn és Anne-Marie Idrac, az SNCF korábbi vezérigazgatója írta alá 2007. május 25-én Párizsban. A feladatokat a Rhealys projektcég veszi át. 2016 előtt a vállalkozás székhelye Saarbrückenben volt. Összesen csak hét alkalmazottat foglalkoztatnak. A közös vállalkozás eredetileg 2012-ig volt szerződésben rögzítve. Azonban a hasonló üzleti modellektől, mint például az SNCF és az SBB közötti Lyria, eltérően az Alleo nem 
kerül külső kommunikációra, és nem vezették be védjegyként.
2008 nyara óta az ICE egységek többször meghibásodtak az északkeleti irányban, így helyettesítő TGV-ket kellett használni, a kapcsolat gyakran megszakadt Saarbrückenben, vagy a vonatok teljesen meghibásodtak. A zavarok és meghibásodások mellett a vasúti közlekedés ezen a tengelyen az utazási idő miatt kevésbé versenyképesnek tekinthető, mint más közlekedési módok.
2008 márciusában Hoffmann bejelentette az első pénzügyi év pozitív alakulását, a jövőben új megállókat (például a Gare de Champagne-Ardenne TGV állomást) és úti célokat (például a Marne la Vallée-Chessy állomást, amely összeköti a Disneyland Resort Paris-t a francia nagysebességű hálózattal) szeretne. A 2009. decemberi menetrendváltozással azonban a 
Frankfurtba és Frankfurtból induló vonatok megállásait a Gare de Lorraine TGV állomáson 
törölték. 2012. március 23. óta a két vasúttársaság együttműködése az 
új, Frankfurt am Mainból Strasbourgon és Lyonon át Marseille-be vezető útvonalon a 2011 decemberében megnyitott LGV Rhin-Rhône-on folytatódott. 2013-ban a Stuttgart–Párizs útvonalon 58%-os piaci részesedést értek el. A Frankfurt–Párizs útvonalon a vasút piaci részesedése 26% a repülőgépekhez képest. 2008 és 2014 között a szolgáltatást igénybe vevő utasok száma  44 százalékkal nőtt.
2014. szeptember 23-án Rüdiger Grube, a DB vezérigazgatója, és Guillaume Pepy, az SNCF vezérigazgatója megállapodást írtak alá a német-francia nagysebességű közlekedésben való együttműködésük 2020-ig történő kiterjesztéséről.
A 2015 közepén a német-francia nagysebességű közlekedésben bevezetett DB 407 sorozatú vonatok 
felváltották a DB 406 sorozatú, franciaországi közlekedésre jogosult vonatokat, amelyeket leszereltek, és így elvesztették engedélyüket a franciaországi közlekedésre. 2016 áprilisától az ICE kínálatát 
napi öt vonatról hatra kellett volna bővíteni. Ezek közül négy Saarbrücken, kettő pedig Strasbourg érintésével közlekedett volna.
2007 és 2016 között a Stuttgart és Párizs közötti járatok száma heti 60-ról 25-re csökkent. A 
106 km hosszú és 320 km/h sebességgel járható új építmény Baudrecourt és Strasbourg között üzembe helyezésével az utazási idő július 3-tól először tíz perccel, három és fél órára csökken, és a kínálat négyről öt vonatpárra bővül. Később további rövidítésre került sor, 3 óra 10 percre. 2016-ban a székhelyet Saarbrückentől Strasbourgba költöztették. A társaság felszámolásáról 2018 végén döntöttek.
A DB és az SNCF közötti együttműködés a Franciaország és Németország közötti nagysebességű szolgáltatások terén 2024-ben is folytatódik az Alleo-n kívül.